# Isla Farallón (Panamá)
Isla Farallón del Chirú (Conocida como Isla Farallón) es un promontorio de roca volcánica ubicado en el Océano Pacífico, frente a la Provincia de Coclé.

## Historia
La isla tiene en la parte más alta una cruz, y cuenta con cuevas subterráneas que atraviesan la isla por las que se accede desde la bahía oeste y se cruza a través de un pasadizo de unos 30 metros de longitud (con luz natural casi en su totalidad) a la cara este de la isla.
Habitantes de la zona frente a la isla dicen que Manuel Noriega usaba la isla para guardar sus tesoros y que incluso, dentro de las cuevas alcanzó a guardarle bombas al gobierno estadounidense en la época de Ronald Reagan. Cuentan además, que la roca antes era parte de tierra firme, pero que en busca de garantizar más seguridad a sus objetos preciados, Noriega bombardeó el pedazo de tierra que la unía con el continente y así la aisló de cualquier acercamiento terrestre. Sin embargo, documentos de cartografía de la Confederación Granadina que datan de 1862, ya hablaban de esta isla.